# Raumteilverfahren
Raumteilverfahren ist eine sozialpädagogische Methode der Spielführung innerhalb der Schörlpädagogik.

## Geschichte
Das Raumteilverfahren wurde nach 1945 von Margarete Schörl und Margarete Schmaus in österreichischen Kindergärten entwickelt und wissenschaftlich von Sylvia Bayr-Klimpfinger begleitet. Die sozialpädagogische Methode der Spielführung setzte sich ab den 1950er-Jahren auch in deutschen Kindergärten durch. Es bestimmt bis heute die meisten vorschulischen Einrichtungen im deutschsprachigen Raum.
Bereits in den 1920er-Jahren entwickelte sich das uns heute vertraute Bild der aufgelockerten Raumgestaltung in den Kindergärten/Kitas. Nach dem Vorbild des Pestalozzi-Fröbel-Hauses und der Montessori-Pädagogik suchte man eine familienähnliche Gestaltung des Gruppenraumes und richtete sogenannte „Funktionsecken“ ein (vgl. Berger 2012a, S. 17). Die Bedeutsamkeit des Raumes, der räumlich-kulturellen Umwelt, steht im Fokus aller heutigen frühpädagogischen Konzepte.

## Methode: Raumteilverfahren

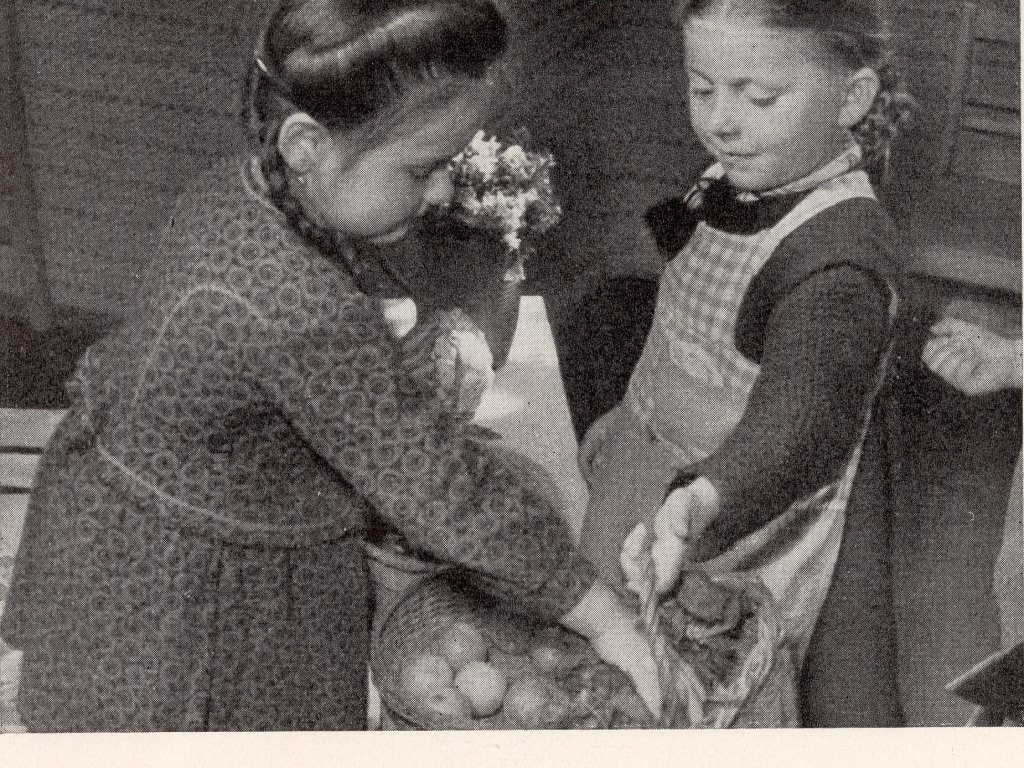
Raumteil Kaufladen (ca. 1950), archiviert im Ida-Seele-Archiv

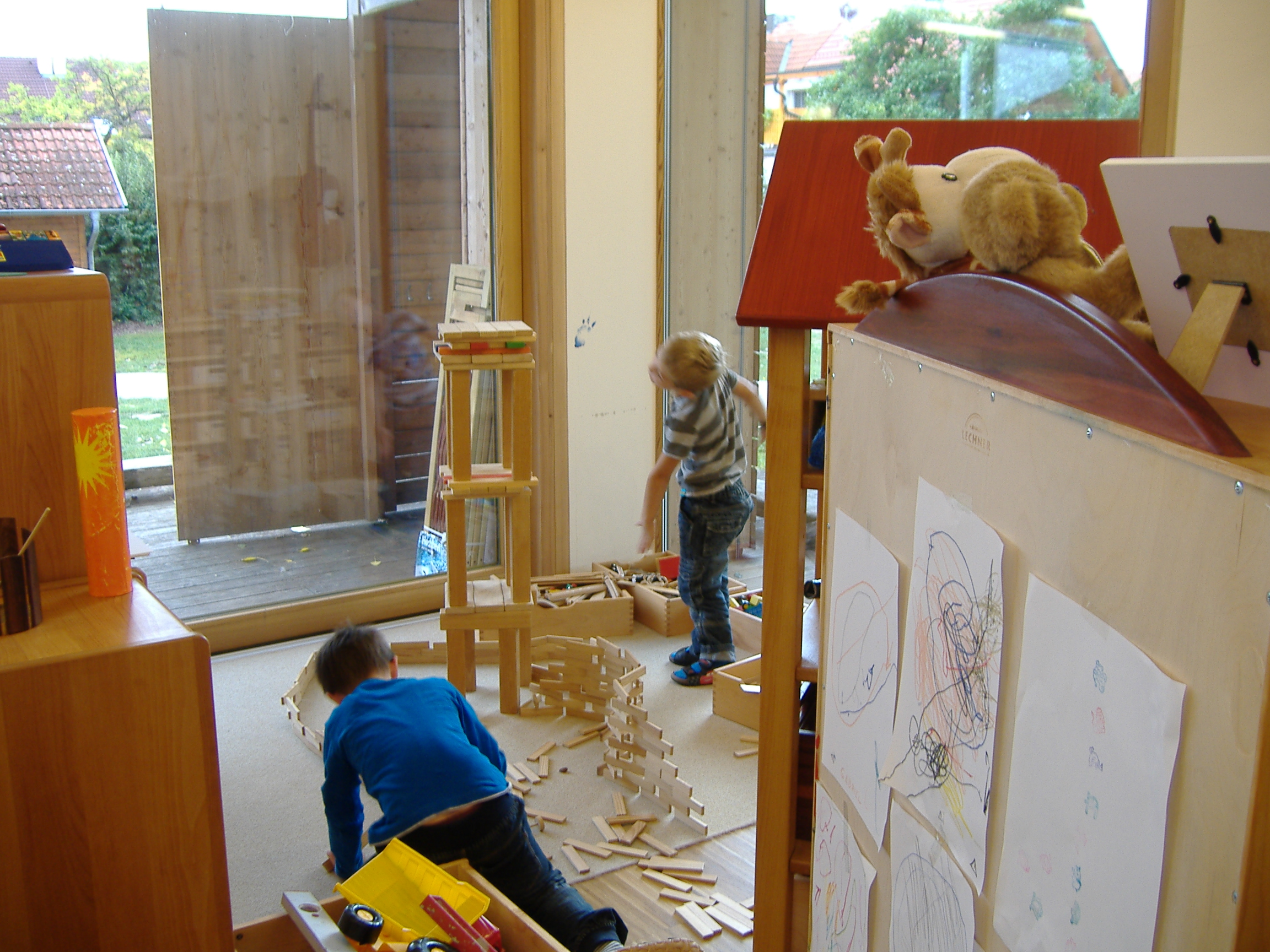
Raumteil Bauplatz (2015), archiviert im Ida-Seele-Archiv

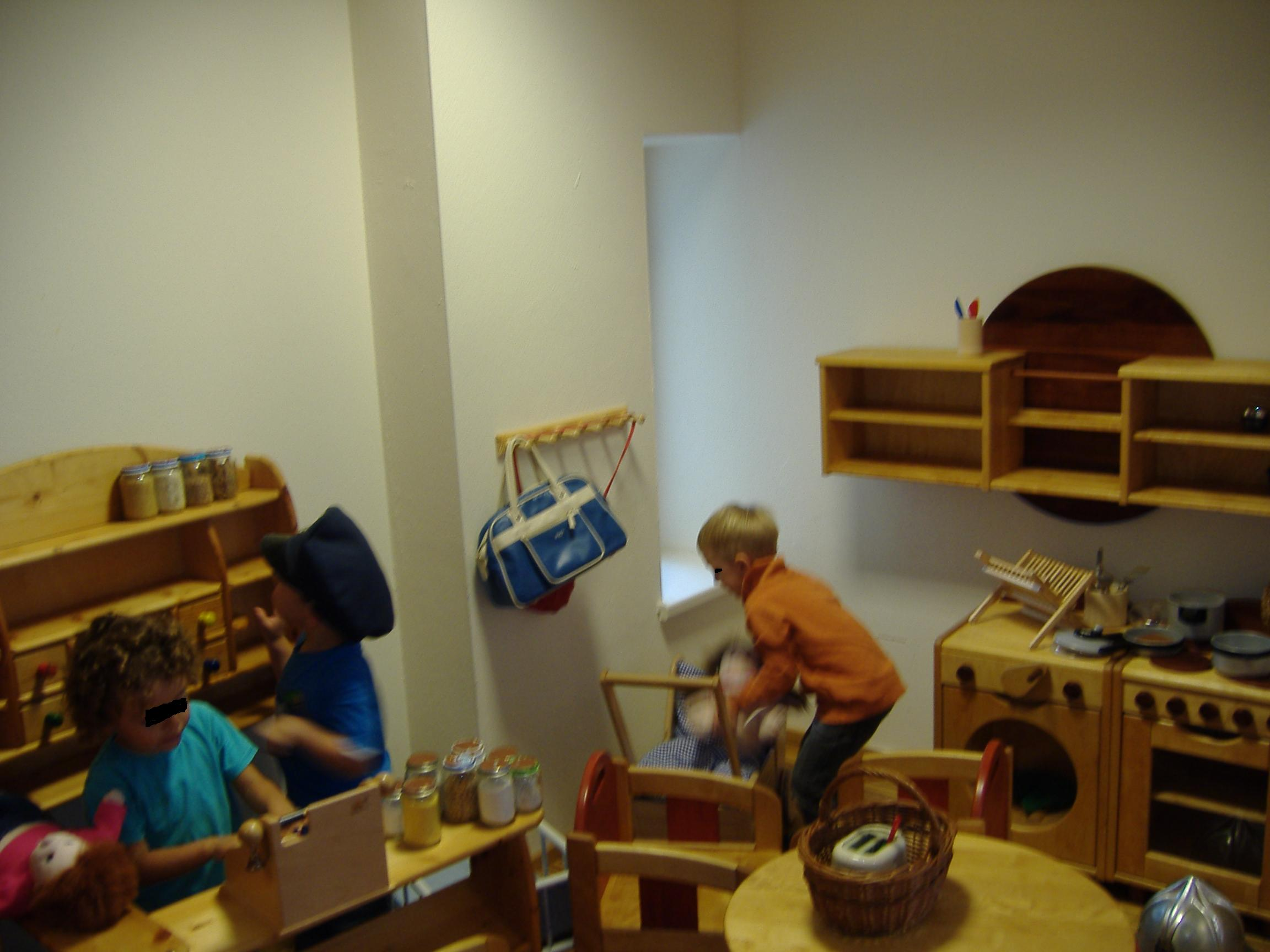
Raumteil Puppenküche (2015), archiviert im Ida-Seele-Archiv

In der Schörlpädagogik hat der Raum nur Bedeutung als pädagogisch gelebter Raum, d. h. in persönlicher Begegnung des Kindes mit Kindern und seiner Kindergärtnerin im pädagogischen Bezug. Da der Raum ein „heimlicher Miterzieher“ ist, er immer auch eine psychologische Wirkung hat, übt seine Gestaltung zweifelsohne „Einfluss auf die Qualität der pädagogischen Prozesse“ (Wilk 2016, S. 100) sowie „auf Spielmöglichkeiten und Bildungserfahrungen“ (Franz 2016, S. 89) aus.
Der Raum als vorbereitete Umgebung erfüllt zwei Aufgaben: Geborgenheit und Stimulation. Die Kinder müssen sich in ihrem Gruppenraum wohlfühlen. Ein „Wohlfühlraum“ kommt den emotionalen Bedürfnissen des Kindes entgegen; er lädt zum Lernen, Forschen sowie Entdecken ein. Die Raumgestaltung lässt erkennen, wie kindliche Bedürfnisse wahrgenommen werden. Über sie werden „indirekt kulturelle Werte… vermittelt. Erwachsene gestalten Räume, welche ihnen nach ihren (fachlichen) Maßstäben für Kinder geeignet erscheinen. Zwangsläufig werden dadurch Kinder mit Zeitgeist und Kultur vertraut gemacht. Sie eignen sich über die Raumgestaltung einen Ausschnitt der historischen, kulturellen und sozialen Welt an“ (Wilk/Jasmund 2015, S. 60).
Mater Schörl beobachtete in dem von ihr geleiteten zweigruppigen Kindergarten im Institut der Englischen Fräulein in Krems, der seinerzeit von 80 Kindern und mehr besucht wurde, „dass sich die große Kinderschar gleichsam von selbst in kleine Interessengruppen auflockert“ (Schörl 1953, S. 21), die Kinder Rückzugsmöglichkeiten bzw. Plätze für ihre unterschiedlichsten Aktivitäten suchten.
Von ihren Praxiserfahrungen und ungünstigen räumlichen Bedingungen ausgehend, entwickelten und erprobten Schörl und Schmaus in ihren Kindergärten das Raumteilverfahren. Dieses wurde von Sylvia Bayr-Klimpfinger, die sich seinerzeit mit den biologischen Gesetzmäßigkeiten der Lebensraumgestaltung befasste, wissenschaftlich begleitet.
Die Idee des Raumteilverfahrens wurde in Österreich sofort aufgegriffen. Dieses hatte beispielsweise die Stadt Wien Anfang der 1950er-Jahre für den neuerbauten „Friedrich Wilhelm Fröbel Kindergarten“, XX. Stadtbezirk, Kapaunplatz, der zum Vorbild für weitere Kindergartenbauten avancierte, auf eine architektonisch innovative Weise umgesetzt. Die einzelnen Gruppenräume (Spielzimmer) wurden mit drei festen und niedrig gehaltenen „Beschäftigungsnischen“ (Ruhe-, Hauswirtschafts- und Lesenischen) ausgestattet, „in denen sich auch einzelne Kinder absondern können, denn auch diese Kleinen haben zeitweise ungestörte Konzentration nötig“ (Stadtbauamt der Stadt Wien 1952, S. 14). Eine originäre Idee, die nur auf Österreich beschränkt blieb.
Die Schörlpädagogik versteht unter dem Raumteilverfahren eine (indirekte) sozialpädagogische Methode der Führungsarbeit sowie der Spielführung. Es teilt bzw. gliedert den Gruppenraum des Kindergartens in einzelne kleine Spiel-/Aktivitätsbereiche, „äußerlich gesehen, zu Raumteilen“ (Schmaus/Schörl 1978, S. 30).
Gisela Hundertmarck hebt in ihrer 1969 veröffentlichten Dissertation die soziale Komponente hervor, die über die Aufgliederung und Differenzierung des Gruppenraumes im Sinne der Schörlpädagogik bewirkt wird (Hundertmarck 1969, S. 71).
Es gibt immobile und mobile Raumteile. Erstgenannte werden von der Kindergärtnerin eingerichtet und sind von vornherein „fest geschützte Plätze“ (Berger 2012, S. 53), die mit einem bestimmten Spiel-, Lern- und Beschäftigungsmaterial ausgestattet sind. Solche festen Raumteile sind der Bauplatz, die Puppenwohnung, der Bilderbuchplatz, die Haushaltsecke u. a.
Die immobilen Raumteile vermitteln dem Kind Sicherheit in der Raumorientierung, vor allem am Anfang eines Kindergartenjahres, wo den Neulingen noch vieles unbekannt ist. Entsprechend der einzelnen Bereiche wird das dazugehörende überschaubare Spiel-/Beschäftigungsmaterial nach Bedarf ausgetauscht, ergänzt und erweitert, um neue Impulse und Anregungen zu initiieren, denn Bildungsarbeit erfolgt im Wesentlichen „über den Umgang des Kindes mit Material“ (Schmaus 1964, S. 9).
Da Kinder ein Recht auf eigene aktive Raumaneignung und –(um)gestaltung haben, gehören zum Raumteilverfahren auch mobile Raumteile. Diese sind austauschbare und veränderbare Spiel-/Aktivitätsbereiche, die von Erziehenden mit Kindern bzw. von Kindern allein eingerichtet und ausgebaut werden. Sie geben den Kindern die Möglichkeit zur Bildung kleinerer Spiel-/Aktivitätsgruppen (Berger 2012, S. 37).
Zusammenfassend: Der Gruppenraum als Lebensraum des Kindes, als pädagogisch gelebter Raum (d. h. in echter persönlicher Begegnung des Kindes mit Kindern und der Kindergärtnerin) gliedert sich durch
- festgelegte Raumteile

- Raumteile, die durch bestimmte Spiel-/Aktivitätsvorhaben von Kindern selbst eingerichtet werden (Post, Kaufladen, Flugplatz, Eisenbahnspiel…)
- bestimmte Spiel-/Aktivitätsräume, die sich durch das Alleinspiel/die Alleinaktivität oder aus dem Zusammenspiel/-arbeit ergeben. Dazu bedarf es variabler Möbelteile, Vorhänge, Trennwände, Matten, Decken, Bretter, Staffelei etc., die immer wieder neu einsetzbar sind.

Innerhalb der Schörlpädagogik umfasst der Raum mehr als nur den Gruppenraum. Zum pädagogischen Raum gehört auch das von den Kindern erschließbare Kindergartenumfeld: Straßen, Plätze, öffentliche Gebäude, Gärten, Parks, der nahe gelegene Wald u. dgl. m. Demnach ist eine wesentliche Aufgabe der Kindergärtnerin, gewisse Anlässe zu schaffen, bspw. durch „Ausgänge“ mit den Kindern ins Freie, in die Natur oder in die Gemeinde/Stadt hinein (vgl. Schmaus/Schörl 1964, S. 149). Die wissentlich gestalteten Ausgänge sind „der notwendige Unterbau für fast jede andere Bildungsarbeit des Kindergartens… Daraus sollte jeder Kindergärtnerin klar werden, wie notwendig es ist, die Kinder aus dem Kindergarten hinauszuführen, um sie etwas sehen und hören zu lassen… Aber außer den Beobachtungsgängen in die Natur sollte man oft auch solche zu Baustellen aller Art unternehmen, zu Haus-, Straßen-, Kabel-, Kanal- und ähnlichen Bauten“ (Schmaus 1964, S. 13 ff.). Hinzu kommen Visitationen einer Autowerkstatt, einer Bäckerei, Glaserei, Gärtnerei u. dgl. m. (ebenda, S. 15 f).
Ein bedeutsamer Raumteil ist der die Einrichtung umschließende Garten, als Teil der Spielwelt der Kinder:
„Die Puppenwohnung unter dem Blätterdach eines Baumes oder Strauches ist... sehr anziehend... Die Werkecke wiederum ist bei alten Baumstümpfen, verbunden mit abgesägten Baumtellern... Auch die zwei kleinen Gartenbeete bedürfen eines geschützten Platzes, Rettich, Bohnen, Erdbeeren usf. sollen sorgsam gepflegt und behütet werden. Dieses Einblicknehmen in die Werkstätte der Natur bedarf eines geduldigen Wartens und ist gerade für Großstadtkinder von großem Wert“ (Neuwirth o. J., S. 49).
Da Schmaus/Schörl schon damals für eine Öffnung des Kindergartens in die Nachbarschaft hinein plädierten, werden sie heute als Pionierinnen des „Offenen Kindergartens“ gesehen (vgl. Kapfer-Weixelbaumer 2005, S. 92, Regel/Wieland 1993, S. 143 ff.). Für Margit Franz ist der „Offene Kindergarten“ die logische Fortführung „des Schmaus-Schörlschen Raumteilverfahrens… im 21. Jahrhundert“, das dort seit „mehr als fünfundzwanzig Jahren erfolgreich gelebt… wird“ (Franz 2016, S. 93).

## Kritik am Raumteilverfahren
Das Raumteilverfahren nach Schörl/Schmaus wurde/wird als überholt angesehen, von dem es gilt sich zu verabschieden: „Warum bleiben wir in einem Raum, wo wir doch das ganze Haus haben?“.
Ingeborg Becker-Textor bemängelt das starr aufgegliederte Raumteilverfahren, das letztlich zu einer gewissen Einheitlichkeit in den Kindergärten führte: „Bauplatz, Puppenecke, Bilderbuchecke, Eßplatz, Maltisch, Bastelecke u. ä. Die Bereiche wurden durch Schränke voneinander abgetrennt, es wurden rechteckige Räume in rechteckige Kleinräume aufgeteilt, es entstand eine Einheitlichkeit gepaart mit ‚Festlegungen‘ für bestimmte Aktivitäten an bestimmten Plätzen, ausgestattet mit den jeweils notwendigen Materialien“ (Becker-Textor o. J., S. 19). Solch eine starres Einrichtungssystem führte dazu, dass die „Kindergärten alle gleich aussahen, bzw. wenn sie einmal eingerichtet waren, kaum mehr verändert wurden“ (ebd.). Auch Bernd Rudow beklagt die „Uniformität vieler Kitas in Deutschland“, die auf das Raumteilverfahren zurückzuführen ist. Dabei ist das „charakteristische Merkmal nicht die Gliederung des Raumes, sondern die Gliederung der Fläche zum Zwecke der Teilung in Gruppenräume“ (Rudow 2017, S. 197).
Wolfgang Mahlke beanstandet das nur auf horizontaler Ebene ausgerichtete Raumteilverfahren (vgl. Mahlke 1985, S. 33 ff.), welches „zwar durch Abteilung der Bereiche verschiedene Spielzonen und Spielräume schafft, aber durch die halbhohen Möbel und Raumteiler“ der Erziehenden „einen Überblick über das Geschehen im Gruppenraum“ erlaubt und somit das Kind sich nicht ihren Blicken „entziehen kann“ (Krieg/Krieg 2008, S. 90), es immer unter Kontrolle bleibt.